# 우리들은 푸르다
《우리들은 푸르다》는 문택수가 그린 대한민국의 웹툰 작품이다. 네이버 웹툰에서 매주 일요일에 연재했다.

## 개요
연파랑고 1학년 3반 주인공들을 중심으로 이야기를 진행해나가는 학원 개그물이다.
한때는 지각이 잦아서 비판을 받았으나, 휴재 후 그런 일은 거의 없었다.

## 논란
작품 내에서 온라인 게임 리그오브레전드를 홍보했다는 의견이 있었지만 작가가 블로그를 통해 해명했다.

## 등장 인물

### 1학년 3반 학생들

#### 1분단
1분단의 경우는 전체적으로 성적이 우수하며 개인별로 취미를 하나씩 가지고 있는 학생들이 모여 있다.
- 조셉(신종섭)

1학년 3반의 부반장이자 1분단 분단장. 조셉은 이름 때문에 붙여진 별명으로 생각된다. 공부도 잘 하고 나름 우수한 모범생이지만, 매니악스러운 기질이 있다. 특히 1분단 단원 모두 덕후 기질이 있는 아이들이라 1분단은 오덕후 분단으로 불린다. 3분단 분단장이자 회장인 최나래에게는 알게 모르게 껄끄러워하고 있다.파랑단물 사건과 수련회 가기전 에피소드를 보아 친구를 위해서라면 다소 삐뚤어진 길을 선택하기도 한다.
- 장준혁

1분단 단원으로, 만화 덕후이다. 그림도 아주 잘 그리는데, 취향이 좀 이상하다.아마추어 웹툰 '스타레인저'를 연재했는데 너무 야해서 퇴출되었다.지금은 '저스티스 프렌즈'를 연재하며 명지의 웹툰과 경쟁중,아직 명지도 웹툰을 모른다.파랑단물 사건에서는 비열함(?)으로 증거를 잡아주었다.
- 정신아

1분단의 유일한 여학생. 매니악스러운 1분단에 있는 게 본인은 좀 불만스러운 표정이다. 그렇지만 사실 아이돌 열혈팬(마스 패턴)이며, 본인은 그걸 매니아적인 1분단원들과 다르다고 생각하나 1분단 단원들이 보기엔 피장파장... 어쨌든 같은 덕후들인 1분단원들과 알게 모르게 잘 어울리고 있다. 28화 에피소드에서 의외로 도박(?)에 재능이 있는 듯. 누군가 자기 아이돌을 비웃으면 발끈한다. 절친인 신인 아이돌 윤정아와 아이돌 문제로 대판 싸웠으나 나머지 1분단 아이들의 도움으로 조금씩 풀어지는중
- 방태준

1분단 단원. 아직까지 큰 역할을 하지는 못했다. 항상 앞머리를 내리고 다니며,수련회 에피소드중 변태적성향을 보여주었다.
- 하태호

1분단 단원. 종종 자기세계에 빠져사는 4차원 학생. 비니 모자를 쓰고 있다. 밀리터리 덕후이며 수련회 에피소드중 놀라운 저격실력을 보여주었다.
- 김호준

1분단 단원. 컴퓨터나 전자기기를 잘 다룬다. 31,32화에서 정신아의 엑티브X덩어리 컴퓨터를 고쳐줄정도.항상 눈밑에 다크서클이 나있다.사실은 파랑단물 사건의 주동자라던가 의외인 부분도 조금있다

#### 2분단
2분단은 말썽쟁이도 별로 없고, 딱히 특징들도 평균 수준의 아이들이 모여있다.
- 임정희

처음엔 성이 등장하지 않았다. 표정변화가 거의 없으며 도시락은 매일 직접 싸오고 있다. 육상부로 활동하고 있다. 무표정하면서도 유진이를 자주 놀리는 편이다.
- 채수진

처음엔 성이 등장하지 않았다. 만들줄 아는게 유부초밥밖에 없어서 매일 도시락을 유부초밥을 만들어 오는것 같은데 사실 7화에서도 도시락이 유부초밥인걸 보면 유부초밥을 엄청 좋아하는듯. 호기심도 많고 질문도 많이 하여 학교 성적도 빼어난 편이지만, 본인은 그것을 드러내려 하지 않는다.바보같다
- 신유진

여자아이들쪽의 리더격. 붙임성이 좋아서 전학온 호나리와도 금세 친구가 되었다. 딱히 별다른 특이사항이 없는 평범한 소녀이지만, 먹성이 좋은 데다 금방 살찌는 체형에 살짝 콤플렉스를 가지고 있다. 집에서 다이어트 운동을 하다 머리를 다쳐 구급차에 실려간 적도 있다. 다만 공부에는 별 관심이 없어 보인다.
- 박주민

2화와 10화에서 잠깐 등장했으나, 그 후에도 가끔 등장한다. 이름은 박주민이고, '뿌-하!'라고 특이하게 웃는 웃음소리가 포인트. 언제나 웃는 모습이라서 모두가 좋아하는 아이
- 민성찬

축구부 학생으로 자나깨나 축구만 하는 열혈 축구 선수. 예전보다는 친구들과 자주 등장하는 편이다.
- 허 윤

민성찬의 단짝 친구이다 잠깐 등장하였다. 아주 가끔 등장하지만, 존재감이 거의 없다.

#### 3분단
1학년 3반의 최강의 활동량과 전투력을 자랑하는 아이들이 모여있다. 반의 최강 말썽꾼 바보트리오(이진혁, 강서연, 최준영)가 있는 분단이다. 여학생을 빼면 3분단은 지옥의 분단
- 최나래

1학년 3반의 반장이자 3분단의 분단장. 바보트리오들 등으로 인해서 고생을 많이 하고 있으나 타고난 리더십과 나래킥(?)등으로 3반을 이끌어나가고 있는 중(무려 바보트리오를 한꺼번에 제압하는.. 능력있는 여자다). 연파랑고 전교 1등이면서도, 친구들은 물론 선생님까지 챙겨주는 등 자상한 면모도 있다. 어른스럽고 문제 해결 능력이 뛰어나서 전교 단위의 중요한 사건을 맡기도.
초등학생같은 외모로 묘사되며, 행동이나 옷차림(사복)까지 영락없는 어린아이다(본인이 의도한 것은 아님). 키가 작은 것이 콤플렉스인데, 1000ML짜리 우유 한 팩을 음료수처럼 마시기도 하는 등 성장에 대한 의지는 충만하다. 참고로 준영의 동생 민영(중1)보다도 키가 작다. '루이'라는 개(치와와)를 기르고 있다.
- 천명지

나래 뒤에 앉는 양갈래 머리.웹툰을 연재중이며 보이지 않게 장준혁과 경쟁중이다. 말없고 내성적인 모습을 보인다.
꽤나 로리콘이다.
- 호나리

섬에서 연파랑고로 전학온 소녀. 그러나 하필 3반에서도 악명높은 3분단이 되었으며, 유진이와 친구가 되었다. 놀림당할까봐 열심히 연습해서 평소엔 표준어를 쓰지만 가끔 무의식적으로 사투리가 튀어나오는듯. 전라도 사투리인걸로 봐서 그쪽 출신인듯. 이진혁 미라 소동 때문에 진혁이를 별로 좋게 보고 있지 않다.등교 아티스트 편에서 기적적인 등교를 성공하는등 잠재력이 많은 것으로 추정
나리는 열심히 표준어를 외웠지만 3반은 그런걸 신경쓰지 않는 듯 하다.
- 이진혁

스스로는 평범남이지만 비범한(?) 친구들 때문에 바보트리오로 도매금당하고 있다. 때문에 바보들인 서연이와 준영이를 태클거는 역할을 맡고 있다. 하지만 그래도 바보친구들과 어울리고 은근슬쩍 말썽을 즐기거나 관망하는 걸 봐서 그 역시 평범하지는 않은 면모를 보여준다. 1화에서 러브레터를 받게 되지만 알고보니 도전장이라 여자아이한테 영춘권 (詠春拳)으로 두들겨 맞고마는데.. 바보트리오 멤버지만 그중에서도 그나마 가장 정상에 가까운 편이다.방학동안 포메이션 X를 연구하는데 동참하였다. 그런 행동을 보면 전혀 정상이라고는 생각되지 않는다.
- 강서연

이진혁의 친구, 이진혁이 러브레터를 받았다는걸 듣자마자 학교 방송실까지 쳐들어가서 교내방송으로 퍼트릴정도로, 대책없이 체력이 넘치고 쓸데없는 승부욕이 발동하는 등 단순무식한 바보. 반의 요주의 인물. 최강의 무식 아이콘으로 본인이 개(비글)가 되는 등 도저히 인간이 아닌 행동을 많이 한다.파랑단물 사건,수련회 등에서 인간의 한계를 뛰어넘은 전투력,신체능력을 보여주고 있다. 게다가 상당히 꽃미남이면서, 여성스럽게 생겼으며, 가끔 여자처럼 행동할 때도 있다. 그냥 최강 개그 캐릭이라 보면 된다.그냥 돌아이.
- 최준영

서연이와 함께 반의 말썽을 도맡아하는 트러블메이커. 단순하고 무식한데다 막무가네라 누구도 못말린다. 바보트리오 중 가장 키가 크며 체격도 좋다. 여름방학 동안 헬스를 잠깐 했는데, 이후로는 몸짱 역할도(?). 연파랑고 (커증사)커플을 증오하는 사람들의 회장, 연파랑고 주리틀기 협회 위원장, 연파랑고 문차남(문자로 차인 남자들의) 협회 회장, S.W.A.T팀 (Special Watcher At the Toilet) 등을 이끄는 인물이다. 헤어스타일은 항상 올림머리를 고수하며 1주일에 쓰는 왁스는 약 2통(어린 시절에는 올백머리가 아니었으며, 머리를 내리면 얘 역시 꽃미남이 된다.. 물론 서연이와는 많이 다른 느낌의). 그외에도 대부분의 수상한 단체들의 리더. 강서연 다음으로 최강 개그 캐릭터 노력해서된 개그(?)캐릭터라고..참한 여동생(최민영)이있다.
- 김현우

3분단 학생이나 가난하여 학비를 벌기 위해 알바를 해 학교를 거의 나오지 않아서, 등장이 거의 없지만, 축구부 활동에는 참여한다고 한다. 시험 볼 때도 학교에 잠깐 오는 편으로 비중이 거의 없다

#### 4분단
최근 4분단에 4명의 추가 멤버가 공개되었다. 그래서 총 5명의 멤버가 공개되었다.
- 윤정아

이 학교의 학생이면서 부업으로 아이돌 그룹으로 활동하고 있으나 아직 유명세를 타지는 못하고 있다. 정신아와 단짝친구였으나, 정신아와의 트러블로 사이가 멀어졌다. 하지만 윤정아도 역시 정신아와 조금씩 사이가 회복되고 있다...가..다시 나빠진다
- 홍민수

1학년 3반에서 가장 덩치가 큰 남학생이지만, 마음이 여리고, 거절을 못하는 순진한 성격. 덩치에 안 맞게 십자수같은 여성스러운 행동을 많이 한다. 1분단에서 민수대신 신아를 넣는바람에 4분단 여자애들에게 시달리고있다. 씨름부의 일원이지만 여자애들을 피하기 위한 목적이기도 하다. 1분단이 정아와 신아사이를 회복시키는것도 민수를 데려다 놓기 위해서이다.
- 배소미

최근에 공개된 뉴페이스, 하지만 아직 활약이 없다.공지수 ,노효린과 함께 민수를 가지고 노는(?)중
- 노효린

역시 뉴페이스,주로 민수를 꼬셔 잡일(?)을 시키는것 같다.
- 공지수

배소미, 노효린과 같은 일원으로 역시 순진한 민수를 꼬드기고 있다. 2학기 편부터는 꽤 비중있게 등장하는 편이다.
- 나유란

4분단의 일원으로, 내성적이고 과묵한 성격의 소유자. 그런 면에서 2분단의 정희와 통하는 면이 있는 듯 하다.

### 그 외 등장인물
- 유영민

1반이지만 이진혁, 강서연, 최준영들과 친한듯. 순둥이에다 서글서글한 성격과 귀여운 외모로 여자아이들에게 인기가 높으나 종종 이를 질투하는 서연이들에게 주리를 틀리는등 괴롭힘을 당하고 있다. 그러나 하도 그들에게 당해서 그런지 몸이 단련되어버려 덩치도 거대해지고 힘도 세지며 그로 인해 바보트리오들에게 오히려 주리를 틀어 그들로 하여금 공포에 떨게 한 에피소드도 있다. 지금도 바보트리오들에게 괴롭힘을 당하고 있다.
- 김예리

영민이를 보호하는 영민이 팬클럽 회장. 유영민 리포트 사건에서도 유영민에 대한 집착이 굉장히 강하다는 것을 알 수 있다.
바보트리오와는 적대관계.
- 류연지

사실 예고편 다음화에 바로 등장했으나, 그간 이름이 밝혀지지 않아 '영춘권 소녀'라고 불리다가 145화 때 처음으로 이름이 공개됐다. 1화에서 진혁이에게 러브레터를 보내려다 편지를 잘못보내서 도전장을 보내고 만 소녀. 부끄러움을 많이 타는듯 하며 엄청난 권법의 고수인듯.. 그리고 도전장을 누군가에게 쓸 정도라는 건.. 그리고 이름을 밝히면서 진혁이랑 여자친구가 된다.(불확실....) 나름 둘이서 데이트(?)도 하고 학교에서도 꽤 어울리는 편.
- 최민영

최준영의 여동생으로, 중학교 1학년 생이다. 오빠를 닮아 키가 크고 건강하다. 이런 체질은 집안 내력인 듯. 하지만 바보 오빠에 아버지 또한 바보기질이 있어 매번 고생이 심하다. 이제는 어느 정도 해탈한 듯. 참한 성격이며 오빠보다 더 어른스럽다.
- 강주연

강서연의 여동생, 1살짜리 갓난아기이다. 강서연과 놀라울 정도로 똑같이 생겼으며, 말썽쟁이 오빠에게 분유를 빼앗기고 있다. 그때마다 세상만사의 공허함을 안듯한 표정을 짓는다. 아기라는 것이 믿기지 않을 만큼 똑똑해서 가끔 오빠를 속이기도 한다.

### 연파랑고 선생님들
- 조은비 선생님

1학년 3반의 담임선생님. 국어과목을 담당하고 있으며, 긴 은발머리가 포인트. 본인 말로는 공부만 하느라 남자친구는 한 번도 없었다고. 그래서인지 연애관련해서는 약간 민감한듯. 연파랑고 출신이며, 6년만에 자신의 모교교사가 되었다. 학생 때 같이 학교를 다닌 윤현주 선배도 역시 1학년 수학 선생님을 하고있다고 한다, 명색이 담임이지만 지각도 자주 하고 툭하면 휴게실에서 잠을 자는데다 덜렁거림이 심해 선생님으로서의 체면을 스스로 깎아내리는 중...첫 화에서도 좀 폼나게 등장하려다 새끼발가락을 교탁 모서리에 찧어 부상을 입는 에피소드도 있었다. 학교에서는 정장만 입으며, 평상시 패션 센스는 영 엉망이며, 수학을 매우 싫어한다(윤현주 선생 과목이라 그런 듯).
상당한 미인이라 학교에 부임하자마자 인기 선생님이 되었다. 그리고 윤현주 선생님과는 애매하게 친하다.
- 윤현주 선생님

연파랑고의 수학담당 선생님이며 1학년 1반의 담임 선생님. 조은비와 같이 학창 생활을 보낸 사람이기도 하다. 17화부터 등장했다. 조은비 선생에 의하면 학창 시절 굉장한 날라리로 1년 유급하였으며, 성질은 선생이 되면서 많이 죽은듯 하지만 수학여행 편에서 달리는 트럭 안에서 쇠파이프를 끌고, 달려드는 멧돼지를 쇠파이프 한방에 날려버리는 솜씨를 보면 아직인 듯하다. 조은비 선생과 자주 사소한 일로 싸운다. 하지만 그래도 둘은 죽이 잘맞을 정도로 친하고, 가까운 사이이다. 헌데 조은비가 먼저 시비를 거는 경우가 다반사이다. 그럴때마다 볼을 꼬집어서 응징해준다.
전투력은 선생님들중에서도 굉장히 높은편이다.
- 지현정 선생님

연파랑고의 보건교사이다. 11화에 처음 등장하며 학생들이 너무 건강하고,게다가
연파랑고는 급식마저 하지 않아 일거리가 없어서 심심한 선생님. 그래서 매번 일거리를 만드려고 갖은 수법을 쓰는 등 말썽꾸러기 기질이 있다. 조은비 선생님 부재시 임시 담임으로 1학년 3반에 들어온 적이 있었으며 그 시간에 진혁이를 제물삼아 좀 위험한(?) CPR(심폐 소생술)을 가르치기도 했다. 그 날 방과 후에 신유진이 실전에서 CPR을 멋지게 실전하여 심장마비로 쓰러진 할머니의 생명을 구해낼 정도로 보건 쪽에는 해박한 지식과 스킬을 가지고 있는 선생님. 학생들에게는 위험의 대상(일부러 학생이 다치게 하려고 부비트랩을 설치하기도 했다,또,수련회 때에는 진혁이에게 페인트탄을 가까이,조끼없는 팔에다 쏘아서 학생을 몰모트로 쓰는일이 있다.). 과거에 모델을 했던 경력이 있다.
- 최구영 선생님

체육담당 선생님이며 학생부장이기도 하다. 엄격하고 칼같은 성격. 캐릭터 머리색이 다른 것 등으로 흥분하는거 보면 이 만화내에서 유일한 구식 스타일을 고집하는 선생님인듯 하다. 조은비 선생님이 학생때도 선생님을 하고 있었다는 걸로 봐서는 선생님 경력이 꽤나 오래된 듯..
- 사회 선생님

8화에서 조별 숙제를 내주면서 3분단을 패닉하게 만든 선생님. 이름은 공개되지 않았다. 잘보면 1화에서 최구영 선생님을 말리는등의 모습이.. 역시 학생부 선생님으로 생각된다.
- 교장 선생님

등장할 때마다 선생님이 말을 끊거나 마이크를 끄는등 굉장히 무시당하는 캐릭터. 수학여행 때도 학생에게 인사할 때, 버스에 커튼을 쳐서 무시당하여 가끔은 눈물나게 만드는 캐릭터. 5화의 학교 신문이나 수학여행편의 훈화에서 잠깐 등장한다. 자주 등장하지는 않는다. 등장할 때마다 무시당한다. 또한, 연파랑고 운동회 토토 (속칭 '파토')에서 교장으로써의 본분을 망각하고, 3반에 5만원을 거는 모습을 보여준다.